# David Roach
David Roach, né en 1955 à Darlington, est un saxophoniste, producteur et auteur-compositeur britannique.

## Biographie
Il sort en 1984 un premier single Emotional Jungle qui est suivi de l'album  I Love Sax qui atteint la 73e place de l'UK Albums Chart en avril.
Il est surtout connu pour être le saxophoniste soprano et alto du Michael Nyman Band (en) depuis 1985 et pour avoir joué du hautbois et du saxophone lors des tournées européennes de Frank Sinatra. 
Membre de l'Apollo Saxophone Quartet, il est le producteur de la London Saxophonic (en). 

## Discographie
Albums
- Emotional Jungle, Coda Records, 1984
- Running With The Rive, Coda Records, 1984
- The Talking City, Coda Records, 1984

Singles
- Running With The River / Move It, Coda Records, 1984
- Back To Back, Coda Records, 1984
- ''Emotional Jungle, Coda Records, 1984